# Kit Premier League
Kit Premier League este primul eșalon din sistemul competițional fotbalistic din Sri Lanka.

## Echipele sezonului 2010-2011
- Air Force SC
- Army SC
- Blue Star SC (Kalutara)
- Don Bosco SC (Negombo)
- Java Lane SC (Colombo)
- Jupiters SC (Negombo)
- Kalutara Park SC
- New Young SC (Wennapuwa)
- Police SC
- Ratnam SC (Kotahena)
- Renown SC
- Saunders SC (Pettah)

## Foste campioane
| - 1985: Saunders SC - 1986: Saunders SC - 1987: Saunders SC - 1988: Old Bens SC - 1989: Saunders SC - 1990: Renown SC - 1991: Saunders SC - 1992: Saunders SC - 1993: Renown SC - 1994: Renown SC - 1995: Pettah United SC - 1996: Saunders SC - 1997: Saunders SC | - 1997-98: Ratnam SC - 1998-99: Saunders SC - 1999-00: Ratnam SC - 2000-01: Saunders SC - 2001-02: Saunders SC - 2002-03: Negombo Youth SC - 2003-04: Blue Star SC - 2004-05: Saunders SC - 2005-06: Negombo Youth SC - 2006-07: Ratnam SC - 2007-08: Ratnam SC - 2008-09: Army SC - 2009-10: Renown SC |

### Titluri pe echipe
| Echipă           | Nr. titluri |
| ---------------- | ----------- |
| Saunders SC      | 12          |
| Ratnam SC        | 4           |
| Renown SC        | 4           |
| Negombo Youth SC | 2           |
| Old Bens SC      | 1           |
| Pettah United SC | 1           |
| Blue Star SC     | 1           |
| Army SC          | 1           |

## Golgeteri
| An      | Golgeter         | Echipă     | Goluri |
| 2003-04 | M.A.M. Farzeen   | Blue Stars | 19     |
| 2006-07 | Kasun Jayasuriya | Ratnam SC  | 24     |
| 2007-08 | Kasun Jayasuriya | Ratnam SC  | 12     |
| 2008-09 | Kasun Jayasuriya | Renown SC  | 13     |
| 2009-10 | Mohamed Fazal    | Renown SC  | 14     |